# Lijst van burgemeesters van Vlaardingen
Dit is een lijst van burgemeesters van de Nederlandse gemeente Vlaardingen in de provincie Zuid-Holland.

## Vóór 1813
Tot 1813 werden burgemeesters benoemd door de vroedschap.
|  | Ambtsperiode | Naam burgemeester                        | Bijzonderheden       |
|  | ------------ | ---------------------------------------- | -------------------- |
|  |              |                                          |                      |
|  | ? - ?        | Gerrit Jansz Brouck                      |                      |
|  | 1638 - 1639  | Jan Paulusz. Broek (Jan Pouwelsz Brouck) |                      |
|  | 1639? - ?    | Abraham Pietersz Hogenhoeck              |                      |
|  | 1669 - 1670  | Jacob van Assendelft Bartholomeuszn.     |                      |
|  | ? - ?        | Antony Ruiterus                          |                      |
|  | 1684         | Cornelis Pieterz. van der Linde          | vroedschap 1679-1683 |
|  | ? - ?        | Abraham van Ryn                          |                      |
|  | ? - 1719     | Pieter van Assendelft                    |                      |
|  | ? - 1726     | Hendrik van den Heuvell                  |                      |
|  | 1726 - 1768  | Dirk van Assendelft                      |                      |
|  | [rond 1760]  | Jacob Janszoon Bijl                      |                      |
|  | 1758 - 1776  | Jacob Goossen Hoogstad                   |                      |
|  | ? - 1790     | Johannes Badon                           |                      |

## Vanaf 1813
| Ambtsperiode                        | Naam burgemeester                                 | Partij of stroming | Bijzonderheden        |
| ----------------------------------- | ------------------------------------------------- | ------------------ | --------------------- |
| 1813 - 1850                         | Hendrik Ludwijn (H.L.) van Linden van den Heuvell |                    |                       |
| 1850 - 1858                         | H.P. van der Drift                                |                    |                       |
| 1858 - 1883                         | Pieter Karel Drossaart                            |                    |                       |
| 1883 - 1894                         | jhr.mr. Balthazar Willem Theodorus Falck          |                    |                       |
| 1895 - 1904                         | Richard Adolphe Verploegh Chassé                  |                    |                       |
| 1904 - 1927                         | Pier (P.) Pruis                                   |                    |                       |
| 1928 - 1938                         | Arnoldus (A.) van Walsum                          | CHU                |                       |
| 1938 - 1943                         | Meindert (M.C.) Siezen                            | CHU                |                       |
| 1943 - 1945                         | W. Hanssen                                        | NSB                |                       |
| 1945 - 1946                         | Meindert (M.C.) Siezen                            | CHU                |                       |
| 1947 - 1975                         | Jan (J.) Heusdens                                 | (partijloos)       |                       |
| 1975 - 1982                         | Wim (W.A.) Kieboom                                | PvdA               |                       |
| 1982 - 1992                         | Fred (A.A.J.M.) van Lier                          | PvdA               |                       |
| 1992 - 2002                         | Bert (L.W.) Stam                                  | PvdA               |                       |
| 2002 - 2002                         | Leen (L.) Vleggeert                               | PvdA               | waarnemend            |
| 2002 - 2013                         | Tjerk (T.P.J.) Bruinsma                           | PvdA               |                       |
| 2014 - 2014                         | Bas (H.B.) Eenhoorn                               | VVD                | waarnemend            |
| 2014 - 2016                         | Bert (A.B.) Blase                                 | PvdA               | waarnemend            |
| 9 januari 2017 - 5 december 2019    | Annemiek (A.M.M.) Jetten                          | PvdA               | voortijdig afgetreden |
| 13 december 2019 - 8 september 2021 | Bas (H.B.) Eenhoorn                               | VVD                | waarnemend            |
| 9 september 2021 - heden            | Bert (B.) Wijbenga-van Nieuwenhuizen              | VVD                | [ 5 ]                 |